# Artur Pizarro
Artur Pizarro (Lisboa, 1968) é um pianista português de prestígio internacional.

## Biografia
Aos três anos, iniciou seus estudos de piano em Lisboa, com Campos Coelho, professor de piano no Conservatório de Música de Lisboa. Aos cinco anos, começou a estudar com Sequeira Costa.
Frequentou a Carlucci American International School of Lisbon, a escola americana de Lisboa.
Em 1977, depois de Sequeira Costa ter aceite a posição de Professor de Piano na Universidade de Kansas, Artur seguiu-o até Lawrence, Kansas, nos Estados Unidos. Continuou trabalhando com outros professores, incluindo Aldo Ciccolini no Conservatório de Paris.

## Performance
Em 1987 ganhou o primeiro prêmio no Concurso Vianna da Motta, em 1988 o primeiro prêmio na Greater Palm Beach Symphony Competition, e em 1990 o primeiro prémio no Leeds International Pianoforte Competition.
Pizarro executa internacionalmente recitais a solo, em duos, com grupos de música de câmara e como solista com as principais orquestras do mundo. 

## Discografia
Tem uma extensa discografia disponível nas Editoras Linn Records, Naxos, Hyperion, Collins Classics, entre outros. 
Linn Records
- CKD 355 Albéniz Iberia e Granados Goyescas (Released July 2010)
- CKD 336 Concertos de Beethoven para Piano  3, 4 & 5
- CKD 315 Obra Completa de Ravel Vol. 2
- CKD 293 (com Vita Panomariovaite) Rimsky-Korsakov - Piano Duos
- CKD 290 Obra Completa de Ravel Vol. 1
- CKD 250 Sonatas para Piano - Frédéric Chopin
- CKD 248 Reminiscences - Frédéric Chopin
- CKD 244 Sonatas para Piano - Beethoven
- CKD 225 Beethoven: As 3 Últimas Sonats

Harmonia Mundi
- HMI 987022 Capricho Pintoresco (with Joan Enric Lluna) Miguel Yuste - Capricho Pintoresco, Turina - Sonata no.2 Op.82, Miguel Yuste - Vibraciones del alma, Eduard Toldrà - 3 Sonets, Granados /Guinovart - Fantasia sobre Goyescas, Robert Casadesus - Sonata Op.23 bis

Naxos
- 8.557272 Artur Pizarro Rodrigo Piano Music Naxos

Brilliant Classics
- 92790 Liszt Hungarian Rhapsodies (complete)

KLARA
- Klara KTC 4013 Arthur de Greef Concerto Nr 2 for Piano & Orchestra Flemish Radio Orchestra Cond. Yannick Nezet-Seguin.

Maestros de renome com quem trabalhou:
Charles Dutoit, Sir Simon Rattle, Jean Fournier, Philippe Entremont, Yan Pascal Tortelier, Sir Andrew Davis, Esa-Pekka Salonen, Yuri Temirkanov, Vladimir Fedoseyev, Ilan Volkov, Tugan Sokhiev, Yakov Kreizberg, Yannick Nézet-Séguin, Libor Pešek, Vladimir Jurowski, e Sir Charles Mackerras.